# Guillermo Martínez Arcas
Pour les articles homonymes, voir Guillermo Martínez, Martínez et Arcas (homonymie).
Guillermo Martínez Arcas né le 7 avril 1974 est un homme politique espagnol membre du Parti populaire (PP).

## Biographie

### Vie privée
Il est marié et père d'une fille et deux fils.

### Profession
Il est titulaire d'une licence en droit. Il est coordinateur de fonds européens.

### Activités politiques
De 2007 à 2015, il est député à l'Assemblée de Ceuta.
Le 20 décembre 2015, il est élu sénateur pour Ceuta au Sénat et réélu en 2016.